# Гейер, Людвиг Фердинанд
Людвиг Фердинанд Гейер (нем. Ludwig Ferdinand Geyer; пол. Ludwik Ferdynand Geyer; 7 января 1805, Берлин ― 21 октября 1869, Лодзь) ― немецкий промышленник. Один из пионеров развития текстильной промышленности в Лодзи и Польше, владелец первой паровой текстильной фабрики в Царстве Польском.

## Биография

### Ранние годы
Людвиг Гейер происходил из семьи фабрикантов из Саксонии. Его отец, Адам Гейер, был владельцем хлопковой фабрики в Нойгерцдорфе, возле Лёбау. Людвик окончил Берлинскую академию и начал работать на фабрике своего отца. Их дела, однако, шли не очень хорошо. В 1828 году семья переехала в Лодзь, привлечённые властями Царства Польского. По их замыслу, этот город должен был стать центром текстильной промышленности. Сюда приезжали ткачи из Великой Польши, Силезии, Саксонии и Чешских земель. Польские власти рассчитывали на перспективы открытия рынка в России. В 1820 году Лодзь была включена в список промышленных городов, которым были предоставлены финансовые льготы и поддержка со стороны царского правительства. Гейеры постарались извлечь максимум из предоставленных им возможностей.

### Начало деятельности в Лодзи
В 1828 году Людвиг Гейер приехал в Лодзь. 9 августа того же года он подписал контракт с Мазовецкой воеводской комиссией, согласно которому ему предоставлялась площадка для строительства, оказывалась помощь в строительстве и выдавалась лицензия на импорт пряжи с пошлиной, уменьшенной до 2/5 от обычного размера. Взамен Гейер пообещал как можно скорее запустить двадцать ткацких станков и в течение десяти лет организовать производства хлопка на сотне ткацких мастерских. Капитал, который он привёз с собой из Саксонии, был не велик, хотя его оказалось достаточно, чтобы организовать фабрику с 12 ткацкими станками и несколькими ручными типографскими станками. Первый завод Гейера был расположен на Петрковской, 284―286 в трёхкомнатном деревянном доме, где жил и владелец со своей семьёй.
Особенно благоприятные условия для ведения бизнеса у Гейера возникли после подавления Ноябрьского восстания. В 1833 году Гейер приобрел недвижимое имущество у Антония Вильгельма Потемпы по улице Петрковской, 288 и построил кирпичную усадьбу в стиле классицизма на этом же месте. В том же году на фабрике Гейера было установлено 33 новых ткацких станка и 11 столов для печати перкалей. Предприятие получало сырьё от 100 ткачей в Пабьянице и ещё от 60 ― в Лодзи. Фабрика была значительно расширена: было построено здание, отведённое для покраски тканей, введён в эксплуатацию полуавтоматический цех. В 1834 году был фабрика получила особый цилиндрический печатный станок, привезённый из Вены. Эта машина была оснащена беговой дорожкой и была первым подобным устройством в Царстве Польском. За короткое время Гейер также приобрёл более 50 гектаров земли на южной окраине Лодзи.

### Пик предпринимательской активности

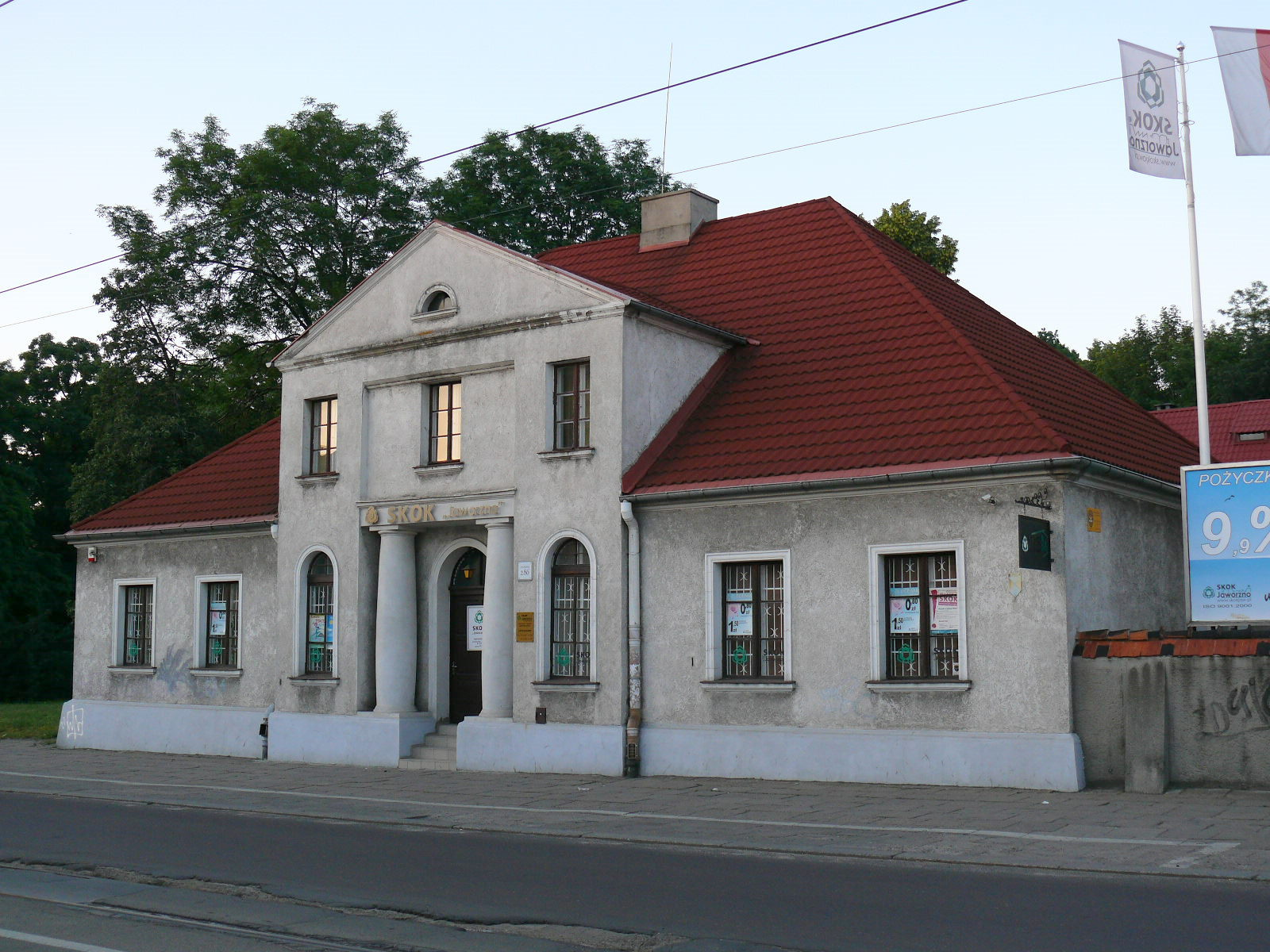
Дворец Людвига Гейера

В 1835 году Людвиг Гейер стал настолько успешным промышленником, что мог позволить себе новую большую прядильную фабрику и механическую ткацкую фабрику, которые находились по адресу Петрковская, 282. Завод, построенный в 1837 году, получил название «Белая фабрика» ― здание, в отличие от более поздних заводских построек, было полностью оштукатурено. Год спустя трёхэтажный заводской павильон был пристроен к основному корпусу. Людвиг Гейер стал крупнейшим промышленником в Лодзи, а его завод стал модельным предприятием такого типа во всей Польше. По этой причине Гейера начали называть «отец Лодзи», «король перкаля», «первый лодзерменш» и даже «стервятник с Петрковской» (каламбур: «Geier» с немецкого означает «гриф»).
В конце 1838 года Людвик Гейер установил первый в Польше паровой двигатель мощностью 60 л. с. Таким образом, в Царстве началась механизация текстильной промышленности, о чём также свидетельствует появление первого заводского дымохода в Лодзи. В 1840 году Гейер приобрел у правительства (после победы на аукционе) недвижимость на Петрковской 287―301, которая ранее принадлежала Яну Трауготту Ланге, а в том же году (также после аукциона) ― участок на Петрковской 303—315, проданный банкротом Яном Руджией. В 1840 году Гейер построил одноэтажное кирпичное здание с черепицей. В 1840-х годах на первом этаже на первом этаже находился токарный цех, а на втором ― столярная мастерская. Здание также использовалось для культурных мероприятий и называлось «Дом забав».

В сороковых годах заводской комплекс все так же стремительно развивался ― число шпинделей увеличилось до 20 384, а мощность паровых двигателей возросла до 120 л. с. На фабрике трудилось около 700 работников. В 1843 году, также на участке Петрковская, 286, Гейер построил второй жилой дом, впоследствии названный первым дворцом в Лодзи</ref>, куда он переехал жить год спустя. В 1847 году фабричный комплекс был расширен: были построены два павильона и малярный цех, установлена вторая паровая машина. Год спустя был добавлен ещё один трехэтажный павильон для «Белой фабрики». 21 декабря 1853 года на улице Петрковская, 303, где в двухэтажном здании находились ткацкая фабрика, типография, красильная фабрика, произошел пожар. Завод был быстро перестроен, хотя владелец понёс большие потери, поскольку имущество было застраховано по минимальным ставкам. 

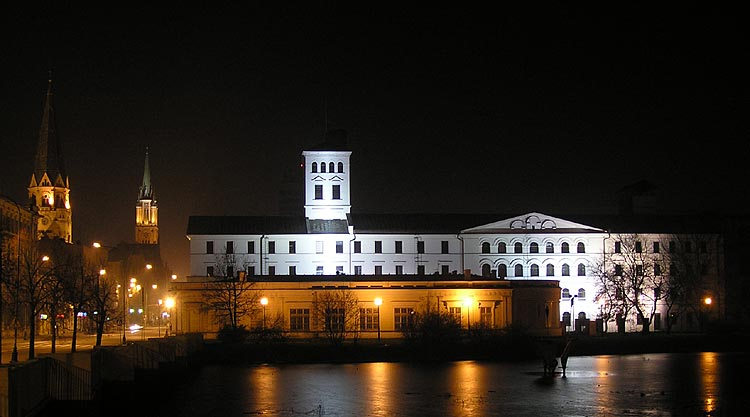
Белая фабрика Гейера

Завод представлял собой цельный комплекс с производственными цехами по производству хлопка: прядильной фабрикой, ткацкой фабрикой, типографией, красильным цех и отделочной мастерской. Продукция Гейера ценилась как в Царстве Польском, так и в других частях Российской империи. Коммивояжёры компании путешествовали во многие уголки империи, продвигаю свою продукцию. Их можно было встретить в таких городах, как Вильнюс, Рига, Харьков, Киев или даже Санкт-Петербург. Во время презентации своей продукции на выставке в Москве в 1843 году Гейер получил разрешение от жюри использовать герб империи на своей продукции, что было большим отличием и подняло престиж компании на новую высоту. В 1846 году Людвиг Гейер получил золотую медаль от правительства и ордена Святого Станислава III степени. В то время Гейер, как «первый» гражданин Лодзи, регулярно приглашался для участия в комитетах, организующих различные общественные проекты. При его финансовой поддержке прошло строительство первой в городе больницы (имени св. Александра). Он был основателем Лодзинского мужского певческого общества, школы для детей работников его фабрики. Промышленник основал фонд, куда вкладывал денежных средств компании, шедшие на выплату гонораров для заводского врача и на выплату пособий для больных рабочий.

### Кризисные времена
В 1854 году на производстве начался кризис. Причины его были разнообразны. Промышленник, веря в дальнейшее процветание, вёл себя неосторожно. Предприятие было обременено долгами, возникшими вследствие кредитования в Польском банке с 1837 года на нужды строительства и развития завода. В 1839 году сумма требований равнялась стоимости имущества, а в 1844 году долг превысил 1 миллион польских злотых. В связи с тем, что продажа фабрики не покрывала дебиторскую задолженность, банк неоднократно переносил сроки оплаты, и после погашения некоторых обязательств Гейер брал дополнительные займы для расширения предприятия. С 1854 года приток кредитов остановился и Гейер прекратил расширение завода. Инвестиции в земельные участки не принесли прибыли. В поместье Руда Пабьяницка Гейер построил сахарный завод, ликеро-водочный завод, лесопильный завод, кирпичный завод и маслобойню. Он также инвестировал в сахарный завод в Турско и построил там паровую мельницу. Незарегистрированные и плохо управляемые предприятия требовали больших вложений, что отражалось на финансовом благополучии Гейера.
Нехватка инвестиций, пожар на фабрике в 1853 году и приостановка кредитования в 1854 году нанесли удар предприятию . Ситуация усугублялась тем, что Гейер терял финансовую ликвидность на страхование зданий, машин и товаров, что, в свою очередь, приводило к отсутствию обеспечения для банка, а когда в 1855 году Кароль Шейблер запустил огромную прядильную фабрику в 1855 году, у Гейера появился конкурент, с котором он уже не мог выступать на равных. В то время началась продажа поместий: сначала он продал поместья в Руда-Пабяницке и незастроенные площади на Пётрковской, а в 1860 году Польский банк (за 480 000 польских злотых) приобрёл часть участка на Пётрковской, 286 вместе со всеми зданиями. В то же время Гейер демонтировал несколько зданий по адресу Пётрковская, 284, и производство было сосредоточено в зданиях 303―305. На месте демонтированных зданий был разбит сад (в настоящее время парк им. Владислав Станислава Реймонта). В 1861 году Гейер переехал в одноэтажный дом на Петрковской 295―299.
Однако настоящим ударом для Гейера стала Гражданская война в США, начавшаяся в 1861 году. Хлопковый голод, вызванный прекращением экспорта хлопка из США в Европу, оставлял шансы на развитие только предпринимателям со стабильным финансовым положением. Людвиг Гейер к таковым более не принадлежал. Финансовые неприятности углубили его склонность к спекуляциям на рынке. Воспользовавшись тем обстоятельством, что в начале шестидесятых годов XIX века из-за дефицита мелкой монеты в Царстве Польском фабричные рабочие выдавали рабочим так называемые ваучеры, фабрика Гейера начала выпускать эти ваучеры, гарантировав их цену. Гейер, столкнувшись с финансовыми проблемами, выпустил огромное количество этих ваучеров общей стоимостью на десятки тысяч рублей. Покупатели, зная положение предпринимателя, отказались уважать ваучеры Гейера по их номинальной стоимости, опасаясь (не без оснований), что они не будут обеспечены промышленником.

### Банкротство и смерть
Защищаясь от банкротства, Гейер пытался получить помощь со стороны российских властей. Он обвинил должностных лиц Польского банка в умышленном стремлении уничтожить его заводы, поскольку он нажил неприязнь со стороны поляков. В своём письме военному губернатору Лодзи он предположил, что против него строят козни выходцы из рядов бывших повстанцев; в нём же он напомнил о своём лояльном отношении к российской власти во время Ноябрьского восстания. Однако эти обращения успеха не имели. В 1863 году была закрыта прядильная фабрика, а оставшиеся цеха ― следующем году. В то же время у Гейера были обнаружены нарушения, связанные с уплатой налогов, в результате чего было его обязали уплатить 28 тысяч рублей. Такую большую сумму он был выплатить не в состоянии и в 1866 году его поместили в долговую тюрьму. Однако семья быстро собрала деньги и Гейер был освобожден из тюрьмы. Измученный судебными процессами, он занялся садоводством. Умер банкротом 21 октября 1869 года. Был похоронен на старом кладбище Лодзи.

### Наследие

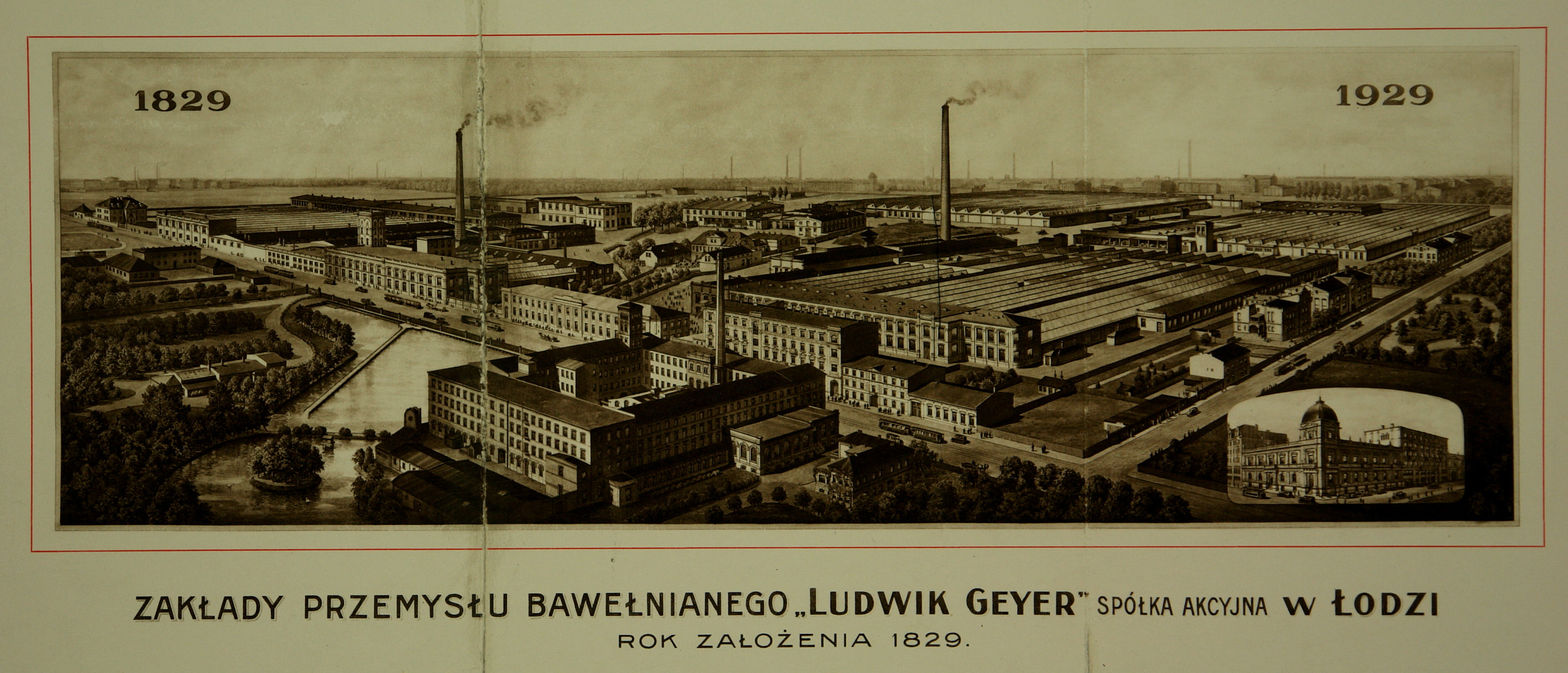
Акция Zakłady Przemysłu Bawełnianego Ludwik Geyer Spółka Akcyjna

Несмотря на печальное окончание своего дела, Людвиг Гейер занял видное место в истории Лодзи и польской промышленности. Внедряя технические новшества в производство (особенно паровые двигатели), он способствовал развитию промышленности во всей Польше.
Так или иначе, с его крахом история основанной им Белой фабрики не закончилась. На базе построенных им зданий в 1886 году в Лодзи было создано второе акционерное общество «Zakłady Przemysłu Bawełnianego Ludwik Geyer Spółka Akcyjna». Признавая заслуги Гейера, акционерное общество было названо в честь него. Ключевым акционерами новой компании, были сыновья промышленника: Рышард, Густав, Эмиль и Евгениуш, а также внук ― Вильгельм. Акционерное общество просуществовало до начала Второй мировой войны. В 1940 году заводы Гейера были переданы нацистской администрации. Жители Лодзи до сих пор называют называют здания по обе стороны от улицы Петрковской и возле парка Реймонта «фабрикой Гейера». Сегодня в некоторых из них находится Центральный музей текстиля в Лодзи.

## Семья
Людвиг Гейер был женат на Луизе Дитрих, от которой у него родился сын Август Фердинанд, умерший в младенчестве. Затем он обручился с Юзефой Гасперской; их дети ― Адольф Хуго (умер в младенчестве) и дочь Шарлотта Каролина.
В 1835 году он женился на Эмилии Шарлотте Каролине Тюрк, дочери саксонского врача, от которой у него было восемь детей: семь сыновей (Рышард, Густав, Людвик, Роберт, Эмиль, Евгениуш, Цезарь) и одна дочь (Амалия). Потомки Людвика ассимилировались с поляками. Его внук, Роберт Гейер (член Национальной правой партии), был застрелен гестапо на своей вилле на Петрковской, 280 в Лодзи в 1939 году по необъяснимой причине.